# Мария де Бурбон
Мария де Бурбон (ок.1315 — 1387) — княгиня Ахейская и Тарентская, титулярная княгиня Галилейская и императрица Константинопольская.

## Биография
Мария была дочерью французского герцога Людовика I де Бурбона и Марии д’Авен. 29 ноября 1328 года Мария была помолвлена с титулярным князем Галилеи Ги де Лузиньяном, сыном короля Кипра Гуго IV и Марии д’Ибелин. 20 декабря 1328 года состоялась свадьба по доверенности; в июне 1329 года Мария прибыла на Кипр и 31 января 1330 года Мария и Ги поженились лично. В 1335 году у них родился сын Гуго де Лузиньян. В 1343 году муж Марии скончался, но до 1346 года её было запрещено покидать Кипр.
В 1346 году Мария с сыном отправились в изгнание, и в 1347 году осели в Неаполе при дворе королевы Джованны I. 9 сентября 1347 года Мария вышла замуж за Роберта, князя Тарентского и Ахейского, который также был титулярным императором Константинополя; в Неаполитанском королевстве он был генерал-капитаном.
3 ноября 1347 года в Неаполитанское королевство вторгся венгерский король Людовик I Великий, чтобы отомстить за убийство королевой Джованной своего первого мужа Андрея, брата Людовика. В отличие от королевы, Роберт не покинул Неаполь и был арестован Людовиком. В 1348 году, опасаясь эпидемии чумы, Людовик вернулся в Венгрию, увезя с собой Роберта, который вернулся в Неаполь к жене лишь в марте 1352 года.
В 1353 году Роберт начал кампанию по завоеванию Ионических островов, и к 1354 году установил контроль над Корфу, Кефалинией и Закинфом. Вернувшись в Неаполь, Роберт передал в собственность Марии Корфу, Кефалинию и замок Каламата в Ахейском княжестве. В 1359 году Мария также получила баронства Востица и Нивелец.
10 октября 1359 года скончался кипрский король Гуго IV, и ему наследовал его третий сын Пётр. Однако Гуго де Лузиньян, опираясь на то, что его отец был старшим братом Петра, оспорил это наследование. Претензии были отвергнуты, но Пётр назначил Гуго ежегодную пенсию размером в 50 тысяч золотых.
10 сентября 1364 года скончался Роберт Тарентский; в связи с отсутствием детей его официальным наследником стал его младший брат Филипп II Тарентский. Мария оспорила это наследование — к 1364 году она обладала 16 замками в Ахее и, таким образом, контролировала значительную часть княжества. В качестве кандидата на престол Ахейи она предложила своего сына Гуго, который в 1365 году получил от кипрского короля Петра титул князя Галилеи. В 1366 году Гуго вторгся в Пелопоннес с 12 тысячами наёмников, начав гражданскую войну.
17 января 1369 года кипрский король Пётр I был убит тремя собственными рыцарями. Ему наследовал его сын Пётр II, однако Гуго, увидев свой шанс, бросил Пелопоннес и отправился на Кипр. Мария продложала вести войну в Греции до 1370 года но, будучи не в силах добиться победы, продала свои права Филиппу II за 6 тысяч золотых; баронства Востица и Нивелец были проданы ею Раньеро Аччайоли, будущему герцогу Афинскому, себе же она оставила лишь Каламату.
Гуго де Лузиньян скончался в 1385 году не имея детей, поэтому наследником Марии после её смерти в 1387 году стал её племянник Людовик II де Бурбон.

## Семья и дети
В 1330 году Мария вышла замуж за Ги де Лузиньяна. От этого брака у них был один сын:
- Гуго (1335—1385)

В 1347 году Мария вышла замуж во второй раз, за Роберта Тарентского. Детей у них не было.